# Kristina M. Johnson
Kristina M. Johnson (Denver, 1958) é uma empresária e engenheira estadunidense. Foi uma líder no desenvolvimento de sistemas de processamento optoeletrônico, imagem 3D e sistemas de gerenciamento de cores.
Em 2015 Johnson foi eleita para o National Inventors Hall of Fame, por seu trabalho desenvolvendo tecnologias de controle por polarização.